# 马营乡 (武都区)
马营乡，是中国甘肃省陇南市武都区下辖的一个乡镇级行政单位。

## 行政区划
马营乡共辖以下地区：
水泉村、马营村、龙沟村、巩坪村、碌坪村、赤化村、庞磨村、东峪村、上沟村、乱石村、张坪村、阳坡村、小金厂村、庙儿沟村、碌坝村、陈塄坎村、梁塄坎村、小草湾村、渭子坪村、强沟村、涝水村、贾阴坡村、郭河村、松坪村。